# 曹文旭
曹文旭（1912年—1984年12月），原名曹德云，山东莱西市南墅镇曹家村人。中华人民共和国政治人物。

## 生平
1940年加入中国共产党。抗日战争爆发后，他参加了中华民族解放先锋队。后任乡文书，自卫团指导员，南墅区委宣传委员、组织委员、区委副书记。第二次国共内战时期，任莱西县院上区委书记，县委组织部副部长、部长。中华人民共和国成立后，先后任莱西县税务局局长、县长、县委副书记。1958年10月，莱西县合并于莱阳县，他任中共莱阳县委书记处书记，县人委党组书记。1961年2月至12月，任莱阳县县长。1962年1月，恢复莱西县，他去莱西县任县长，县委书记处书记，县委副书记等职。1975年3月退休，后改为离休。1984年12月病故。